# TV Liberdade (Codó)
TV Liberdade é uma emissora de televisão brasileira sediada em Codó, cidade do estado do Maranhão. Opera nos canais 13 VHF analógico e 36 UHF digital, e é afiliada à RedeTV!. A emissora pertence à Prefeitura Muncipal de Codó.

## História

### Antecedentes
Na manhã do dia 20 de novembro de 2010, o empresário timonense Paulo Guimarães esteve em Codó para visitar a antiga sede da TV Mirante Cocais na Avenida João Ribeiro, que estava fechada e abandonada desde que a emissora havia se mudado para Caxias.
O empresário Paulo Guimarães iniciou a negociação do prédio com a Prefeitura de Codó, na época sob a gestão do prefeito Zito Rolim. O local pertencente ao empresário passou por uma reforma e foi locado para que a prefeitura pudesse executar o projeto de criação da TV.
Segundo a imprensa, o nome da nova emissora da cidade será TV Codó e que iria tornar-se afiliada da TV Meio Norte de Teresina, que na época estava deixando a Rede Bandeirantes (da qual era afiliada) para se tornar uma emissora independente, o que ocorreu a partir de 1.º de janeiro de 2011.

### Criação da emissora

Logotipo da emissora entre 2011 e 2021, quando se chamava TV Codó.

A emissora entrou no ar em 18 de fevereiro de 2011, como afiliada a Rede Meio Norte, além de tornar-se a primeira afiliada da rede no Maranhão e no Brasil. A solenidade de inauguração da emissora contou com a participação de vários políticos da região e de comunicadores codoenses. A TV Codó também foi apresentada aos telespectadores da Rede Meio Norte durante um link feito com a rede para o programa Agora, apresentado por Silas Freire.
No dia 21 de fevereiro, às 12h30, estreou o primeiro programa local da emissora, o Jornal dos Cocais, apresentado pelo jornalista Alberto Barros.

## Controvérsias
A emissora, por ser de propriedade da Prefeitura Municipal e ser a emissora de TV oficial do município é acusada de não agir com isenção e imparcialidade. Os críticos apontam os assuntos: oposição política, críticas à administração municipal, até uso pra chantagem política e econômica pelo prefeito Zito Rolim e os partidários.
Em agosto de 2011, uma edição do programa Caxias da Gente, apresentado por Jonas Filho, provocou polêmica. Em reportagem exibida no programa, a cena em que a mulher (identificada apenas como Dalva) dá a luz a um bebê foi gravada, e sem saber que estava sendo gravada, foi instigada por Alberto Barros (assessor de comunicação da emissora) a dizer tudo que a equipe queria para prejudicar a imagem do radialista César Santos (mais conhecido como Cesinha), e após a exibição da matéria, o apresentador fez duros ataques contra a vida pessoal do radialista. Alguns dias depois, a TV Palmeira do Norte (afiliada à Band) deu destaque ao caso no programa Codó Acontece, quando entrevistou a professora, a mãe de Santos e o radialista (Raimundinha do PT, Eduarda Guilhom e Santos, respectivamente), que revelaram outra versão: Raimundinha disse que a Dalva, mostrada por Barros, apenas deu luz à Santos e abandonou o bebê; a mãe diz que criou o radialista desde os primeiros anos até quando ele se tornou adulto; Cesinha mostrou a carteira de identidade onde realmente não consta o nome da genitora usada por Barros, somente o sobrenome de sua mãe de criação, Guilhom. Raimundinha ficou tão indignada com a atitude injusta da TV Codó contra Cesinha, o apresentador e a Dalva, que chegou a chorar na entrevista. Cesinha falou por alguns minutos e em nenhum momento ele fez ataques ao assessor de comunicação da emissora, dando a entender que ele levou este problema pro prefeito Zito. No final da reportagem, a emissora exibiu a defesa do prefeito Zito Rolim dizendo que a TV Codó "jamais seria usada para atacar quem quer que seja" e que "jamais se veria alguém atacando ou respondendo A ou B em sua emissora", apesar das declarações semelhantes, dando a entender que o prefeito não ter feito contra incidentes anteriores por seus funcionários e o assessor de comunicação.
No final de setembro do mesmo ano, na edição do programa Caxias da Gente, apresentado por Jonas Filho, surgiu uma nova polêmica. O apresentador fez alguns comentários negativos (chulos, irônicos e ofensivos) contra o diretor do Sistema FC Oliveira de Comunicação (que controla a FC TV), o professor Cícero de Sousa, por este ser adepto do uso de boné. Enquanto o criticava, Jonas utilizava um boné na cabeça para zombar do empresário. No dia 29 de setembro, a mãe do diretor do grupo de comunicação, mais conhecida como Dona Amparo, ligou pra emissora para falar ao apresentador em defesa a Cícero de Sousa. Durante o telefonema, Jonas ficou calado e nervoso enquanto Dona Amparo lhe criticava, chegando ate à mencionar que sua esposa havia lhe largado porque não lhe suportava mais. Segundo o site do Rádio Eldorado AM, o próprio apresentador revelou que foi duramente criticado pelos codoenses:
| “ | [...] eu falei que isso não ia dar certo; esse prefeito tem cada ideia... eu sabia que eu iria ser apedrejado. Já disse não temos mais o que fazer, o povo tá vendo que ele não faz nada. Ele pode contratar o cara do Jornal Nacional que ele não ganha mais. | ” |

Em 2013, o apresentador Jonas Filho se envolveu em mais uma polêmica. Em um vídeo publicado no YouTube, o apresentador aparece trocando socos e pontapés dentro da emissora com o repórter Marco Silva. Ainda no mesmo ano, o programa Caxias da Gente mostrou uma briga de dois homens se esfaqueando no município de Timbiras, em plena hora do almoço. Tal fato foi duramente criticado pela imprensa local.